# Indie na Zimowych Igrzyskach Olimpijskich 2010

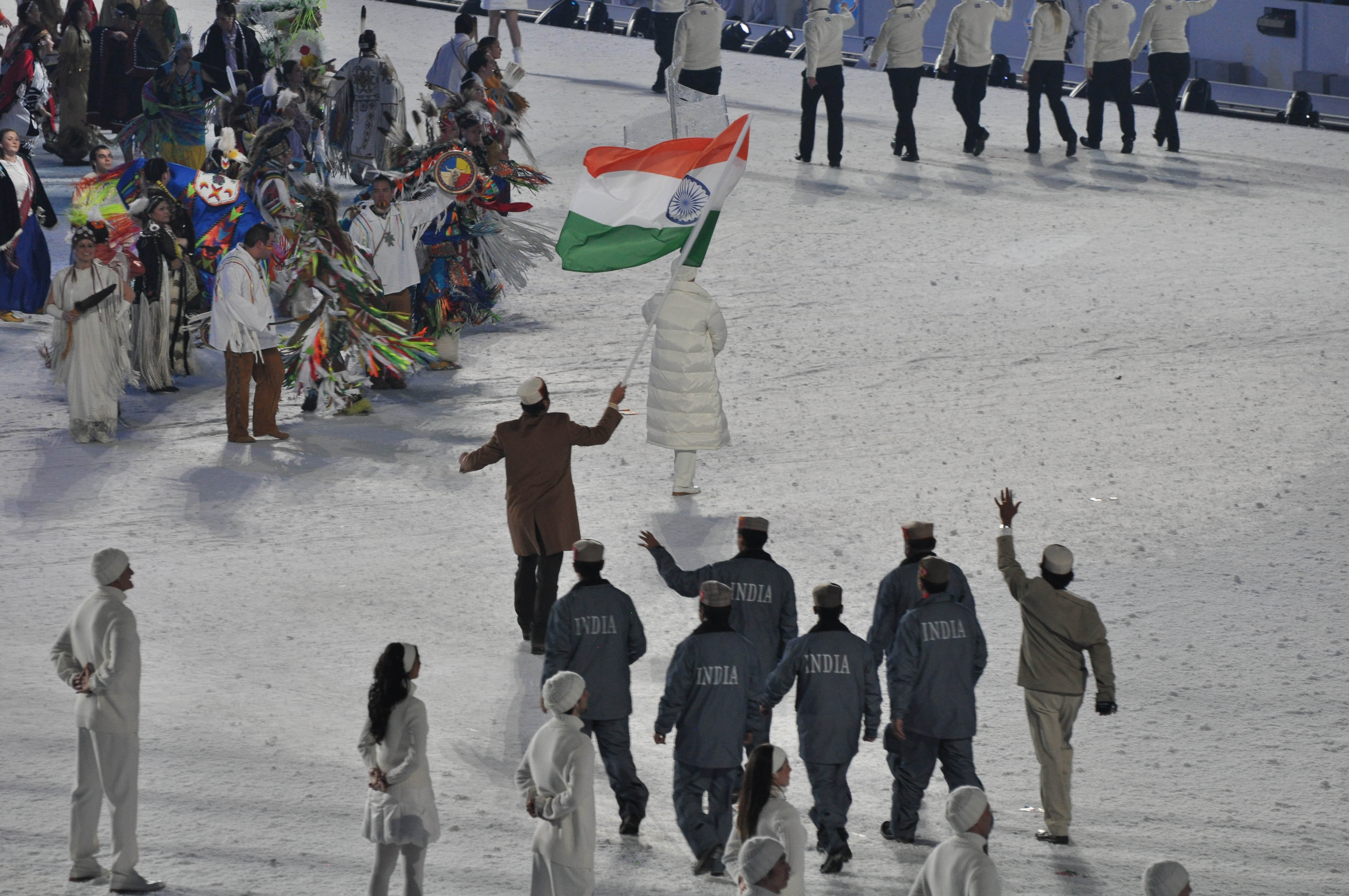
Reprezentacja Indii podczas ceremonii otwarcia igrzysk olimpijskich w Vancouver

Indie na Zimowych Igrzyskach Olimpijskich 2010 – występ kadry sportowców reprezentujących Indie na igrzyskach olimpijskich w Vancouver w 2010 roku.
W kadrze znalazło się trzech zawodników. Reprezentanci Indii wystąpili w trzech dyscyplinach sportowych – biegach narciarskich, narciarstwie alpejskim i saneczkarstwie.
Funkcję chorążego reprezentacji Indii podczas ceremonii otwarcia igrzysk pełnił saneczkarz Shiva Keshavan, a podczas ceremonii zamknięcia – biegacz narciarski Tashi Lundup. Reprezentacja Indii weszła na stadion olimpijski jako 37. w kolejności – pomiędzy ekipami z Islandii i Iranu.
Był to 8. start reprezentacji Indii na zimowych igrzyskach olimpijskich i 31. start olimpijski, wliczając w to letnie występy.

## Skład reprezentacji

### Biegi narciarskie
| Konkurencja                                         | Zawodnik     | Czas    | Strata  | Miejsce |
| --------------------------------------------------- | ------------ | ------- | ------- | ------- |
| Bieg indywidualny mężczyzn na 15 km stylem dowolnym | Tashi Lundup | 41:36,8 | +8:00,5 | 83.     |

### Narciarstwo alpejskie
| Konkurencja            | Zawodnik        | Przejazd 1 | Przejazd 1 | Przejazd 2 | Przejazd 2 | Czas łączny | Miejsce |
| Konkurencja            | Zawodnik        | Czas       | Miejsce    | Czas       | Miejsce    | Czas łączny | Miejsce |
| ---------------------- | --------------- | ---------- | ---------- | ---------- | ---------- | ----------- | ------- |
| Slalom gigant mężczyzn | Jamyang Namgial | 1:46,77    | 89.        | 1:48,15    | 81.        | 3:34,92     | 81.     |

### Saneczkarstwo
| Konkurencja      | Zawodnicy      | Ślizg 1 | Ślizg 1 | Ślizg 2 | Ślizg 2 | Ślizg 3 | Ślizg 3 | Ślizg 4 | Ślizg 4 | Czas łączny | Miejsce |
| Konkurencja      | Zawodnicy      | Czas    | Miejsce | Czas    | Miejsce | Czas    | Miejsce | Czas    | Miejsce | Czas łączny | Miejsce |
| ---------------- | -------------- | ------- | ------- | ------- | ------- | ------- | ------- | ------- | ------- | ----------- | ------- |
| Jedynki mężczyzn | Shiva Keshavan | 49,561  | 31.     | 49,529  | 28.     | 49,597  | 29.     | 49,786  | 31.     | 3:18,473    | 29.     |